# Frank Beard
Frank Lee Beard  (* 11. červen 1949, Frankston, Texas, USA) je americký rockový bubeník. Svou kariéru zahájil ve druhé polovině šedesátých let jako člen skupiny American Blues a několika dalších skupin, ve kterých hrál s baskytaristou Dustym Hillem. Dvojice se roku 1969 spojila se zpěvákem a kytaristou Billym Gibbonsem a vznikla skupina ZZ Top. Je jediným členem této skupiny, který nemá dlouhé vousy, jen příslušné příjmení volně přeložitelné jako Fousek.